# Pratapgarh (Rajasthan)
Pratapgarh è una suddivisione dell'India, classificata come municipality, di 35.414 abitanti, capoluogo del distretto di Pratapgarh, nello stato federato del Rajasthan. In base al numero di abitanti la città rientra nella classe III (da 20.000 a 49.999 persone).

## Geografia fisica
La città è situata a 24° 1' 60 N e 74° 46' 60 E e ha un'altitudine di 490 m s.l.m..

## Società

### Evoluzione demografica
Al censimento del 2001 la popolazione di Pratapgarh assommava a 35.414 persone, delle quali 18.457 maschi e 16.957 femmine. I bambini di età inferiore o uguale ai sei anni assommavano a 4.784, dei quali 2.624 maschi e 2.160 femmine. Infine, coloro che erano in grado di saper almeno leggere e scrivere erano 26.142, dei quali 14.721 maschi e 11.421 femmine.